# Tenis na Letních olympijských hrách 2016 – ženská čtyřhra
Ženská čtyřhra na Letních olympijských hrách 2016 probíhala v areálu riodejaneirského Olympijského tenisového centra, ležícího v Parku Barra. Soutěž se konala v období od 6. do 13. srpna 2016 na deseti otevřených dvorcích s tvrdým povrchem GreenSet Grand Prix Cushion. Šest dalších kurtů je určeno pro trénink.
Turnaj pořádaly Mezinárodní tenisová federace a Mezinárodní olympijský výbor. Do soutěže nastoupilo 32 dvojic. Body do deblového žebříčku WTA hráčky neobdržely. Utkání byla hrána na dva vítězné sety. Tiebreak rozhodoval všechny sady za stavu her 6–6.
Dvojnásobným obhájcem zlaté medaile z LOH 2008 v Pekingu a LOH 2012 v Londýně byla americká dvojice sester Sereny a Venus Williamsových, které v 1. kole nestačily na český pár Lucie Šafářová a Barbora Strýcová.
Olympijskými vítězkami se staly sedmé nasazené Rusky Jekatěrina Makarovová a Jelena Vesninová, které ve finále zdolaly za 1:39 hodin švýcarské turnajové pětky Timeu Bacsinszkou s Martinou Hingisovou po dvousetovém průběhu 6–4 a 6–4. Bronzový kov připadl české dvojici Lucie Šafářová a Barbora Strýcová po výhře nad krajankami obhajujícími stříbrné medaile, Andreou Hlaváčkovou s Lucií Hradeckou.

## Harmonogram
Ženská čtyřhra probíhala od soboty 6. srpna do neděle 14. srpna 2016.
| Datum          | 6. srpna | 7. srpna | 8. srpna | 9. srpna | 10. srpna        | 11. srpna   | 12. srpna  | 13. srpna | 14. srpna |
| Zahájení       | 11:00    | 11:00    | 11:00    | 11:00    | —                | 12:00       | 12:00      | 12:00     | 12:00     |
| -------------- | -------- | -------- | -------- | -------- | ---------------- | ----------- | ---------- | --------- | --------- |
| Ženská čtyřhra | 1. kolo  | 1. kolo  | 2. kolo  | 2. kolo  | nehráno pro déšť | čtvrtfinále | semifinále | o bronz   | o zlato   |

## Významné zápasy
Druhé nasazené francouzské tenistky a rovněž druhý pár světa Caroline Garciaová a Kristina Mladenovicová podlehly v úvodním kole Japonkám Misaki Doiové a Eri Hozumiové, startujícím na divokou kartu, po divokém průběhu 0–6, 6–0 a 4–6. Do zápasu se Francouzky chystaly nastoupit v jiném oděvu, barevně nesladěné, což pravidla neumožňovala. Mezinárodní tenisová federace je před utkáním vyzvala k nápravě. Garciová si tak musela vypůjčit výstroj spoluhráčky a ze zamlčení této informace následně zkritizovaly francouzské činovníky. Francouzský tenisový svaz je zato v závěru srpna 2016 vyřadil z fedcupového týmu pro jejich nevhodnou reprezentaci země, když sdělil, že se provinily proti zásadám her a poškodily tím pověst tenisu. Před listopadovým finále Fed Cupu 2016 však svaz suspenzaci zrušil na svém jednání z 24. září téhož roku.
V úvodním kole skončily také americké sestry a trojnásobné olympijské vítězky z této disciplíny Serena a Venus Williamsovy, jež po výsledku 3–6 a 4–6 podlehly české dvojici Lucie Šafářová a Barbora Strýcová. Američanky tak přišly o svou neporazitelnost v zápasech pod pěti kruhy, která čítala 15 zápasů. Vítězná Strýcová po zápase uvedla: „Sedlo nám všechno a v důležitých momentech Lucka vytáhla skvělé returny, že jsem tam mohla na síti jít. Je to nádherné.“ Spoluhráčka Šafářová ji doplnila: „Bylo to fajn. Věděly jsme, že musíme hrát agresivně a jestli je chceme porazit, tak toho musíme jít i za cenu chyb, rizika, a sedlo nám to. Hrály jsme výborně.“
Čistě české zastoupení přineslo utkání o bronz, v němž přemožitelky sester Williamsových Lucie Šafářová s Barborou Strýcovou nastoupily proti obhájkyním stříbrných medailí z předchozích her v Londýně a šestým nasazeným Andree Hlaváčkové a Lucii Hradecké. V úvodním sadě držel náskok jednoho brejku výše postavený pár přezdívaný „H+H“, který však za stavu 5–4 neproměnil při podání Hradecké dva setboly, ztratil servis a dalšími dvěma prohranými gemy v řadě sadu ztratil. Druhý set už byl jasnou záležitostí Šafářové se Strýcovou s konečným výsledkem 6–1 na gemy.
Zápas ovlivnil stav nakonec poražených tenistek. Hradeckou přemohla únava, jelikož předchozí den absolvovala náročný program zahrnující semifinále ženské čtyřhry a v pozdních hodinách brazilského času i mix po boku Radka Štěpánka. Hlaváčková měla po semifinálovém utkání proti švýcarské dvojici Timea Bacsinszká a Martina Hingisová následky po úderu od Hingisové, která ji trefila pod levé oko a zapříčinila ji zlomeninu podočnicové kosti. Doktoři ji k duelu nedoporučovali nastoupit, ale i přes varování k utkání nastoupila s přelepeným modrým tejpem pod zasaženým okem. Sama se k tomuto incidentu po utkání vyjádřila slovy: „Musím říct, že jestli někdo na světě ví, kam mu letí úder, tak je to Hingisová. Trefila to přímo do mě. Nebudu jí to nikdy vyčítat, ale její reakce poté nebyla příjemná. Myslím, že by se neměla starat o to, jestli mám dostávat medical time. Možná se mohla přijít zeptat, jestli jsem v pohodě. Jsme mimo kurt kamarádky. Musím říct, že mě zklamala.“

## Soutěž ženské čtyřhry

### Nasazení párů
1. Serena Williamsová (USA) /  Venus Williamsová (USA) (1. kolo)
2. Caroline Garciaová (FRA) /  Kristina Mladenovicová (FRA) (1. kolo)
3. Čan Chao-čching (TPE) /  Čan Jung-žan (TPE) (čtvrtfinále)
4. Garbiñe Muguruzaová (ESP) /  Carla Suárezová Navarrová (ESP) (čtvrtfinále)
5. Timea Bacsinszká (SUI) /  Martina Hingisová (SUI) (finále, stříbrná medaile)
6. Andrea Hlaváčková (CZE) /  Lucie Hradecká (CZE) (semifinále)
7. Jekatěrina Makarovová (RUS) /  Jelena Vesninová (RUS) (vítězky, zlatá medaile)
8. Sara Erraniová (ITA) /  Roberta Vinciová (ITA) (čtvrtfinále)

### Pavouk
| Legenda                                                                    |                                                |                           |
| - IP – pozvání ITF - INV – pozvání Tripartitní komise - d – diskvalifikace | - Alt – náhradník - r – skreč - w/o – bez boje | - PR – žebříčková ochrana |

#### Finálová fáze
|  | Semifinále | Semifinále                                           | Semifinále                                       | Semifinále | Semifinále |                                                  |                                                      | Finále o zlatou medaili                       | Finále o zlatou medaili                        | Finále o zlatou medaili   | Finále o zlatou medaili   | Finále o zlatou medaili   |
|  |            |                                                      |                                                  |            |            |                                                  |                                                      |                                               |                                                |                           |                           |                           |
|  |            | Lucie Šafářová (CZE) · Barbora Strýcová (CZE)        | 67                                               | 4          |            |                                                  |                                                      |                                               |                                                |                           |                           |                           |
|  | 7          | Jekatěrina Makarovová (RUS) · Jelena Vesninová (RUS) | 79                                               | 6          |            |                                                  |                                                      |                                               |                                                |                           |                           |                           |
|  | 7          | Jekatěrina Makarovová (RUS) · Jelena Vesninová (RUS) | 79                                               | 6          |            | 7                                                | Jekatěrina Makarovová (RUS) · Jelena Vesninová (RUS) | 6                                             | 6                                              |                           |                           |                           |
|  |            |                                                      |                                                  |            |            | 7                                                | Jekatěrina Makarovová (RUS) · Jelena Vesninová (RUS) | 6                                             | 6                                              |                           |                           |                           |
|  |            | 5                                                    | Timea Bacsinszká (SUI) · Martina Hingisová (SUI) | 4          | 4          |                                                  |                                                      |                                               |                                                |                           |                           |                           |
|  | 5          | 5                                                    | Timea Bacsinszká (SUI) · Martina Hingisová (SUI) | 4          | 4          | Timea Bacsinszká (SUI) · Martina Hingisová (SUI) | 5                                                    | 7                                             | 6                                              |                           |                           |                           |
|  | 5          |                                                      |                                                  |            |            | Timea Bacsinszká (SUI) · Martina Hingisová (SUI) | 5                                                    | 7                                             | 6                                              |                           |                           |                           |
|  | 6          | Andrea Hlaváčková (CZE) · Lucie Hradecká (CZE)       | 7                                                | 63         | 2          |                                                  |                                                      | Zápas o bronzovou medaili                     | Zápas o bronzovou medaili                      | Zápas o bronzovou medaili | Zápas o bronzovou medaili | Zápas o bronzovou medaili |
|  |            |                                                      |                                                  |            |            |                                                  |                                                      | Lucie Šafářová (CZE) · Barbora Strýcová (CZE) | 7                                              | 6                         |                           |                           |
|  |            |                                                      |                                                  |            |            |                                                  |                                                      | 6                                             | Andrea Hlaváčková (CZE) · Lucie Hradecká (CZE) | 5                         | 1                         |                           |

#### Horní polovina
| První kolo | První kolo                                | První kolo | První kolo | První kolo |  |     | Druhé kolo                           | Druhé kolo                                | Druhé kolo | Druhé kolo | Druhé kolo |  |  | Čtvrtfinále | Čtvrtfinále                               | Čtvrtfinále | Čtvrtfinále | Čtvrtfinále |  |  | Semifinále | Semifinále                          | Semifinále | Semifinále | Semifinále |
|            |                                           |            |            |            |  |     |                                      |                                           |            |            |            |  |  |             |                                           |             |             |             |  |  |            |                                     |            |            |            |
| 1          | S Williams (USA) · V Williams (USA)       | 3          | 4          |            |  |     |                                      |                                           |            |            |            |  |  |             |                                           |             |             |             |  |  |            |                                     |            |            |            |
|            | L Šafářová (CZE) · B Strýcová (CZE)       | 6          | 6          |            |  |     |                                      | L Šafářová (CZE) · B Strýcová (CZE)       | 6          | 6          | 6          |  |  |             |                                           |             |             |             |  |  |            |                                     |            |            |            |
| IP         | K Jans-Ignacik (POL) · P Kania (POL)      | 4          | 7          | 3          |  | IP  | E Bouchard (CAN) · G Dabrowski (CAN) | 7                                         | 2          | 4          |            |  |  |             |                                           |             |             |             |  |  |            |                                     |            |            |            |
| IP         | E Bouchard (CAN) · G Dabrowski (CAN)      | 6          | 5          | 6          |  |     |                                      |                                           |            |            |            |  |  |             | L Šafářová (CZE) · B Strýcová (CZE)       | 4           | 6           | 6           |  |  |            |                                     |            |            |            |
| IP         | L Kičenok (UKR) · N Kičenok (UKR)         | 0          | 3          |            |  |     |                                      |                                           |            |            |            |  |  | 8           | S Errani (ITA) · R Vinci (ITA)            | 6           | 4           | 4           |  |  |            |                                     |            |            |            |
|            | I-f Sü (CHN) · S-s Čeng (CHN)             | 6          | 6          |            |  |     |                                      | I-f Sü (CHN) · S-s Čeng (CHN)             | 2          | 3          |            |  |  |             |                                           |             |             |             |  |  |            |                                     |            |            |            |
|            | A Kerber (GER) · A Petkovic (GER)         | 2          | 2          |            |  | 8   | S Errani (ITA) · R Vinci (ITA)       | 6                                         | 6          |            |            |  |  |             |                                           |             |             |             |  |  |            |                                     |            |            |            |
| 8          | S Errani (ITA) · R Vinci (ITA)            | 6          | 6          |            |  |     |                                      |                                           |            |            |            |  |  |             |                                           |             |             |             |  |  |            | L Šafářová (CZE) · B Strýcová (CZE) | 67         | 4          |            |
| 4          | G Muguruza (ESP) · C Suárez Navarro (ESP) | 78         | 6          |            |  |     |                                      |                                           |            |            |            |  |  |             |                                           |             |             |             |  |  | 7          | J Makarova (RUS) · J Vesnina (RUS)  | 79         | 6          |            |
| IP         | PC Gonçalves (BRA) · T Pereira (BRA)      | 6          | 2          |            |  |     | 4                                    | G Muguruza (ESP) · C Suárez Navarro (ESP) | 7          | 2          | 6          |  |  |             |                                           |             |             |             |  |  |            |                                     |            |            |            |
|            | J Švedova (KAZ) · G Voskobojeva (KAZ)     | 1          | 0r         |            |  | Alt | K Flipkens (BEL) · Y Wickmayer (BEL) | 5                                         | 6          | 2          |            |  |  |             |                                           |             |             |             |  |  |            |                                     |            |            |            |
| Alt        | K Flipkens (BEL) · Y Wickmayer (BEL)      | 6          | 0          |            |  |     |                                      |                                           |            |            |            |  |  | 4           | G Muguruza (ESP) · C Suárez Navarro (ESP) | 3           | 4           |             |  |  |            |                                     |            |            |            |
| IP         | T Babos (HUN) · RL Jani (HUN)             | 3          | 4          |            |  |     |                                      |                                           |            |            |            |  |  | 7           | J Makarova (RUS) · J Vesnina (RUS)        | 6           | 6           |             |  |  |            |                                     |            |            |            |
| IP         | A Mitu (ROU) · R Olaru (ROU)              | 6          | 6          |            |  |     | IP                                   | A Mitu (ROU) · R Olaru (ROU)              | 1          | 4          |            |  |  |             |                                           |             |             |             |  |  |            |                                     |            |            |            |
| IP         | An Rodionova (AUS) · Ar Rodionova (AUS)   | 1          | 2          |            |  | 7   | J Makarova (RUS) · J Vesnina (RUS)   | 6                                         | 6          |            |            |  |  |             |                                           |             |             |             |  |  |            |                                     |            |            |            |
| 7          | J Makarova (RUS) · J Vesnina (RUS)        | 6          | 6          |            |  |     |                                      |                                           |            |            |            |  |  |             |                                           |             |             |             |  |  |            |                                     |            |            |            |

#### Dolní polovina
| První kolo | První kolo                                        | První kolo | První kolo | První kolo |  |    | Druhé kolo                                | Druhé kolo                            | Druhé kolo | Druhé kolo | Druhé kolo |  |  | Čtvrtfinále | Čtvrtfinále                            | Čtvrtfinále | Čtvrtfinále | Čtvrtfinále |  |  | Semifinále | Semifinále                            | Semifinále | Semifinále | Semifinále |
|            |                                                   |            |            |            |  |    |                                           |                                       |            |            |            |  |  |             |                                        |             |             |             |  |  |            |                                       |            |            |            |
| 5          | T Bacsinszky (SUI) · M Hingis (SUI)               | 6          | 4          | 6          |  |    |                                           |                                       |            |            |            |  |  |             |                                        |             |             |             |  |  |            |                                       |            |            |            |
|            | D Gavrilova (AUS) · S Stosur (AUS)                | 4          | 6          | 2          |  |    | 5                                         | T Bacsinszky (SUI) · M Hingis (SUI)   | 6          | 6          |            |  |  |             |                                        |             |             |             |  |  |            |                                       |            |            |            |
|            | A Medina Garrigues (ESP) · A Parra Santonja (ESP) | 1          | 1          |            |  |    | B Mattek-Sands (USA) · C Vandeweghe (USA) | 4                                     | 4          |            |            |  |  |             |                                        |             |             |             |  |  |            |                                       |            |            |            |
|            | B Mattek-Sands (USA) · C Vandeweghe (USA)         | 6          | 6          |            |  |    |                                           |                                       |            |            |            |  |  | 5           | T Bacsinszky (SUI) · M Hingis (SUI)    | 6           | 6           |             |  |  |            |                                       |            |            |            |
|            | J Konta (GBR) · H Watson (GBR)                    | 6          | 6          |            |  |    |                                           |                                       |            |            |            |  |  | 3           | Č Chao-čching (TPE) · Č Jung-žan (TPE) | 3           | 0           |             |  |  |            |                                       |            |            |            |
|            | J Janković (SRB) · A Krunić (SRB)                 | 2          | 1          |            |  |    |                                           | J Konta (GBR) · H Watson (GBR)        | 6          | 0          | 4          |  |  |             |                                        |             |             |             |  |  |            |                                       |            |            |            |
|            | I-C Begu (ROU) · M Niculescu (ROU)                | 7          | 4          | 3          |  | 3  | Č Chao-čching (TPE) · Č Jung-žan (TPE)    | 3                                     | 6          | 6          |            |  |  |             |                                        |             |             |             |  |  |            |                                       |            |            |            |
| 3          | Č Chao-čching (TPE) · Č Jung-žan (TPE)            | 5          | 6          | 6          |  |    |                                           |                                       |            |            |            |  |  |             |                                        |             |             |             |  |  | 5          | T Bacsinszky (SUI) · M Hingis (SUI)   | 5          | 7          | 6          |
| 6          | A Hlaváčková (CZE) · L Hradecká (CZE)             | 7          | 1          | 6          |  |    |                                           |                                       |            |            |            |  |  |             |                                        |             |             |             |  |  | 6          | A Hlaváčková (CZE) · L Hradecká (CZE) | 7          | 63         | 2          |
|            | O Savčuk (UKR) · E Svitolina (UKR)                | 61         | 6          | 4          |  |    | 6                                         | A Hlaváčková (CZE) · L Hradecká (CZE) | 6          | 6          |            |  |  |             |                                        |             |             |             |  |  |            |                                       |            |            |            |
| PR         | P Šuaj (CHN) · Č Šuaj (CHN)                       | 78         | 5          | 7          |  | PR | P Šuaj (CHN) · Č Šuaj (CHN)               | 4                                     | 4          |            |            |  |  |             |                                        |             |             |             |  |  |            |                                       |            |            |            |
|            | S Mirza (IND) · P Thombare (IND)                  | 6          | 7          | 5          |  |    |                                           |                                       |            |            |            |  |  | 6           | A Hlaváčková (CZE) · L Hradecká (CZE)  | 6           | 4           | 7           |  |  |            |                                       |            |            |            |
|            | D Kasatkina (RUS) · S Kuzněcova (RUS)             | 6          | 6          |            |  |    |                                           |                                       |            |            |            |  |  |             | D Kasatkina (RUS) · S Kuzněcova (RUS)  | 1           | 6           | 5           |  |  |            |                                       |            |            |            |
|            | A-L Grönefeld (GER) · L Siegemund (GER)           | 1          | 4          |            |  |    |                                           | D Kasatkina (RUS) · S Kuzněcova (RUS) | 6          | 1          | 6          |  |  |             |                                        |             |             |             |  |  |            |                                       |            |            |            |
| IP         | M Doi (JPN) · E Hozumi (JPN)                      | 6          | 0          | 6          |  | IP | M Doi (JPN) · E Hozumi (JPN)              | 4                                     | 6          | 1          |            |  |  |             |                                        |             |             |             |  |  |            |                                       |            |            |            |
| 2          | C Garcia (FRA) · K Mladenovic (FRA)               | 0          | 6          | 4          |  |    |                                           |                                       |            |            |            |  |  |             |                                        |             |             |             |  |  |            |                                       |            |            |            |

## Kvalifikované páry
Mezinárodní tenisová federace oznámila 14 kvalifikovaných párů do olympijského turnaje podle postavení na tzv. kombinovaném žebříčku, vytvořeném ze součtu lepších umístění hráček ve světové klasifikaci WTA z pondělí 6. června 2016, a to pokud splňovaly i doprovodná kritéria startu.
Hráčky, které figurovaly mezi nejlepšími deseti tenistkami deblového žebříčku (nikoli v žebříčku párů), měli automaticky zajištěný start s možností výběru spoluhráčky-krajanky, přestože jako dvojice nemusely splňovat kritérium umístění do 24. místa v kombinovaném žebříčku WTA. Zbylých osm míst do počtu 32 párů soutěže získalo pozvání ve formě divoké karty od Olympijského výboru ITF.
Limitujícím faktorem byla účast maximálně dvou párů z jednoho státu, respektive národního olympijského výboru (NOV). Tenistky musely být také součástí nominace týmu alespoň ve třech mezistátních utkáních Fed Cupu olympijského cyklu 2012–2016, z toho minimálně v jednom ročníku mezi lety 2015–2016. Výjimkou se staly hráčky, jejichž družstvo odehrálo alespoň tři ze čtyř sezón v zonálních základních skupinách nebo pokud tenistka dosáhla minimálně 20 celkových nominací ve Fed Cupu. Pro tyto hráčky se kritérium snížilo na dvě povinné nominace v letech 2012–2016.
Do soutěže zasáhl belgický pár Yanina Wickmayerová a Kirsten Flipkensová z pozice náhradníka. Důvodem se stalo odstoupení tchajwanské dvojice Čuang Ťia-žung a Sie Šu-wej. Tchajwanská singlová jednička Sie den před zahájením olympiády oznámila, že po slovní roztržce se zástupcem vedoucího tchajwanské olympijské delegace Tsai Szu-chuehem nebude již nikdy reprezentovat Tchaj-wan. Měsíc před startem se rozhodla odstoupit ze čtyřhry, když kritizovala svaz za nefinancování účasti jejího trenéra v Riu, zatímco druhý tchajwanský deblový pár měl přítomnost kouče zajištěnou. Své měsíc staré rozhodnutí nezměnila a po roztržce s činovníkem se vzdala i účasti ve dvouhře.

### Seznam párů
| Seznam párů ženské čtyřhry             |                                                                                     |                                                                                     |                                                                                     |                                                                                     |                                                                                     |                                                                                     |                                                                                     |                                                                                     |                                                                       |
| Poř.                                   | KŽ                                                                                  | První deblistka                                                                     | První deblistka                                                                     | První deblistka                                                                     | Druhá deblistka                                                                     | Druhá deblistka                                                                     | Druhá deblistka                                                                     | národní olympijský výbor                                                            |                                                                       |
| Poř.                                   | KŽ                                                                                  | dvouhra                                                                             | čtyřhra                                                                             | hráčka                                                                              | dvouhra                                                                             | čtyřhra                                                                             | hráčka                                                                              | národní olympijský výbor                                                            |                                                                       |
| Top 10 žebříčku WTA ve čtyřhře         |                                                                                     |                                                                                     |                                                                                     |                                                                                     |                                                                                     |                                                                                     |                                                                                     |                                                                                     |                                                                       |
| 1.                                     | 12.                                                                                 | –                                                                                   | 1.                                                                                  | Martina Hingisová                                                                   | 11.                                                                                 | 363.                                                                                | Timea Bacsinszká                                                                    | Švýcarsko                                                                           |                                                                       |
| 2.                                     | 191.                                                                                | –                                                                                   | 1.                                                                                  | Sania Mirzaová                                                                      | 587.                                                                                | 190.                                                                                | Prarthana Thombareová                                                               | Indie                                                                               |                                                                       |
| 3.                                     | 7.                                                                                  | 38.                                                                                 | 3.                                                                                  | Caroline Garciaová                                                                  | 32.                                                                                 | 4.                                                                                  | Kristina Mladenovicová                                                              | Francie                                                                             |                                                                       |
| 4.                                     | 11.                                                                                 | 715.                                                                                | 5.                                                                                  | Čan Jung-žan                                                                        | –                                                                                   | 6.                                                                                  | Čan Chao-čching                                                                     | Tchaj-wan                                                                           |                                                                       |
| 5.                                     | 19.                                                                                 | 53.                                                                                 | 7.                                                                                  | Jelena Vesninová                                                                    | 35.                                                                                 | 12.                                                                                 | Jekatěrina Makarovová                                                               | Rusko                                                                               |                                                                       |
| 6.                                     | 191.                                                                                | 94.                                                                                 | 8.                                                                                  | Jaroslava Švedovová                                                                 | 458.                                                                                | 183.                                                                                | Galina Voskobojevová                                                                | Kazachstán                                                                          |                                                                       |
| 7.                                     | 29.                                                                                 | 88.                                                                                 | 9.                                                                                  | Bethanie Matteková-Sandsováf                                                        | 30.                                                                                 | 20.                                                                                 | Coco Vandewegheová                                                                  | Spojené státy americké                                                              |                                                                       |
| 8.                                     | 21.                                                                                 | 157.                                                                                | 10.                                                                                 | Lucie Hradecká                                                                      | 207.                                                                                | 11.                                                                                 | Andrea Hlaváčková                                                                   | Česko                                                                               |                                                                       |
| Přímá účast dle kombinovaného žebříčku |                                                                                     |                                                                                     |                                                                                     |                                                                                     |                                                                                     |                                                                                     |                                                                                     |                                                                                     |                                                                       |
| 9.                                     | 9.                                                                                  | 1.                                                                                  | 251.                                                                                | Serena Williamsová                                                                  | 8.                                                                                  | 251.                                                                                | Venus Williamsová                                                                   | Spojené státy americké                                                              |                                                                       |
| 10.                                    | 14.                                                                                 | 2.                                                                                  | 40.                                                                                 | Garbiñe Muguruzaová                                                                 | 12.                                                                                 | 21.                                                                                 | Carla Suárezová Navarrová                                                           | Španělsko                                                                           |                                                                       |
| 11.                                    | 28.                                                                                 | 7.                                                                                  | 78.                                                                                 | Roberta Vinciová                                                                    | 21.                                                                                 | 25.                                                                                 | Sara Erraniová                                                                      | Itálie                                                                              |                                                                       |
| 12.                                    | 34.                                                                                 | 79.                                                                                 | 16.                                                                                 | Čeng Saj-saj                                                                        | 277.                                                                                | 18.                                                                                 | Sü I-fan                                                                            | Čína                                                                                |                                                                       |
| 13.                                    | 39.                                                                                 | 10.                                                                                 | 61.                                                                                 | Světlana Kuzněcovová                                                                | 29.                                                                                 | 52.                                                                                 | Darja Kasatkinová                                                                   | Rusko                                                                               |                                                                       |
| 14.                                    | 42.                                                                                 | 4.                                                                                  | 204.                                                                                | Angelique Kerberová                                                                 | 38.                                                                                 | 126.                                                                                | Andrea Petkovicová                                                                  | Německo                                                                             |                                                                       |
| 15.                                    | 44.                                                                                 | 29.                                                                                 | 14.                                                                                 | Lucie Šafářová                                                                      | 30.                                                                                 | 42.                                                                                 | Barbora Strýcová                                                                    | Česko                                                                               |                                                                       |
| 16.                                    | 53.                                                                                 | 27.                                                                                 | 42.                                                                                 | Irina-Camelia Beguová                                                               | 37.                                                                                 | 26.                                                                                 | Monica Niculescuová                                                                 | Rumunsko                                                                            |                                                                       |
| 17.                                    | 60.                                                                                 | –                                                                                   | 30.                                                                                 | Anabel Medinaová Garriguesová                                                       | –                                                                                   | 30.                                                                                 | Arantxa Parraová Santonjaová                                                        | Španělsko                                                                           |                                                                       |
| 18.                                    | 69.                                                                                 | –                                                                                   | 27.                                                                                 | Anna-Lena Grönefeldová                                                              | 42.                                                                                 | 46.                                                                                 | Laura Siegemundová                                                                  | Německo                                                                             |                                                                       |
| 19.                                    | 71.                                                                                 | 20.                                                                                 | 176.                                                                                | Elina Svitolinová                                                                   | 186.                                                                                | 51.                                                                                 | Olga Savčuková                                                                      | Ukrajina                                                                            |                                                                       |
| 20.                                    | 72.                                                                                 | 16.                                                                                 | 168.                                                                                | Samantha Stosurová                                                                  | 56.                                                                                 | 201.                                                                                | Darja Gavrilovová                                                                   | Austrálie                                                                           |                                                                       |
| 21.                                    | 74.                                                                                 | 19.                                                                                 | 120.                                                                                | Johanna Kontaová                                                                    | 55.                                                                                 | 119.                                                                                | Heather Watsonová                                                                   | Velká Británie                                                                      |                                                                       |
| 22.                                    | 80.                                                                                 | 24.                                                                                 | 86.                                                                                 | Jelena Jankovićová                                                                  | 120.                                                                                | 56.                                                                                 | Aleksandra Krunićová                                                                | Srbsko                                                                              |                                                                       |
| a                                      | 89.                                                                                 | –                                                                                   | 39.                                                                                 | Čuang Ťia-žung                                                                      | 72.                                                                                 | 50.                                                                                 | Sie Šu-wej                                                                          | Tchaj-wan                                                                           |                                                                       |
| 23.                                    | 90.                                                                                 | 63.                                                                                 | 456.                                                                                | Čang Šuaj                                                                           | 27PR                                                                                | 147.                                                                                | Pcheng Šuaj                                                                         | Čína                                                                                |                                                                       |
| Divoké karty ITF (ITF Invitation)      |                                                                                     |                                                                                     |                                                                                     |                                                                                     |                                                                                     |                                                                                     |                                                                                     |                                                                                     |                                                                       |
| 24.                                    | 92.                                                                                 | 496.                                                                                | 44.                                                                                 | Gabriela Dabrowská                                                                  | 48.                                                                                 | 380.                                                                                | Eugenie Bouchardová                                                                 | Kanada                                                                              |                                                                       |
| 25.                                    | 110.                                                                                | 49.                                                                                 | 117.                                                                                | Misaki Doiová                                                                       | 200.                                                                                | 61.                                                                                 | Eri Hozumiová                                                                       | Japonsko                                                                            |                                                                       |
| 26.                                    | 132.                                                                                | 360.                                                                                | 63.                                                                                 | Ljudmyla Kičenoková                                                                 | 377.                                                                                | 69.                                                                                 | Nadija Kičenoková                                                                   | Ukrajina                                                                            |                                                                       |
| 27.                                    | 135.                                                                                | –                                                                                   | 55.                                                                                 | Ioana Raluca Olaruová                                                               | 158.                                                                                | 80.                                                                                 | Andreea Mituová                                                                     | Rumunsko                                                                            |                                                                       |
| 28.                                    | 135.                                                                                | –                                                                                   | 64.                                                                                 | Klaudia Jansová-Ignaciková                                                          | 196.                                                                                | 71.                                                                                 | Paula Kaniová                                                                       | Polsko                                                                              |                                                                       |
| 29.                                    | 136.                                                                                | 485.                                                                                | 38.                                                                                 | Anastasia Rodionovová                                                               | 205.                                                                                | 98.                                                                                 | Arina Rodionovová                                                                   | Austrálie                                                                           |                                                                       |
| 30.                                    | 209.                                                                                | 44.                                                                                 | 13.                                                                                 | Tímea Babosová                                                                      | 242.                                                                                | 196.                                                                                | Réka Luca Janiová                                                                   | Maďarsko                                                                            |                                                                       |
| 31.                                    | 239.                                                                                | 88.                                                                                 | –                                                                                   | Teliana Pereirová                                                                   | 174.                                                                                | 151.                                                                                | Paula Cristina Gonçalvesová                                                         | Brazílie                                                                            |                                                                       |
| Náhradnice                             |                                                                                     |                                                                                     |                                                                                     |                                                                                     |                                                                                     |                                                                                     |                                                                                     |                                                                                     |                                                                       |
| 32.                                    | 89.                                                                                 | 50.                                                                                 | 512.                                                                                | Yanina Wickmayerová                                                                 | 61.                                                                                 | 111.                                                                                | Kirsten Flipkensová                                                                 | Belgie                                                                              |                                                                       |
| Legenda                                |                                                                                     |                                                                                     |                                                                                     |                                                                                     |                                                                                     |                                                                                     |                                                                                     |                                                                                     |                                                                       |
| a                                      | pár nestartoval pro zranění hráčky nebo z vlastního rozhodnutí členek               | pár nestartoval pro zranění hráčky nebo z vlastního rozhodnutí členek               | pár nestartoval pro zranění hráčky nebo z vlastního rozhodnutí členek               | pár nestartoval pro zranění hráčky nebo z vlastního rozhodnutí členek               | pár nestartoval pro zranění hráčky nebo z vlastního rozhodnutí členek               | pár nestartoval pro zranění hráčky nebo z vlastního rozhodnutí členek               | pár nestartoval pro zranění hráčky nebo z vlastního rozhodnutí členek               | pár nestartoval pro zranění hráčky nebo z vlastního rozhodnutí členek               | pár nestartoval pro zranění hráčky nebo z vlastního rozhodnutí členek |
| f                                      | hráčka obdržela povolení startu od ITF i přes nesplnění kritérií účasti ve Fed Cupu | hráčka obdržela povolení startu od ITF i přes nesplnění kritérií účasti ve Fed Cupu | hráčka obdržela povolení startu od ITF i přes nesplnění kritérií účasti ve Fed Cupu | hráčka obdržela povolení startu od ITF i přes nesplnění kritérií účasti ve Fed Cupu | hráčka obdržela povolení startu od ITF i přes nesplnění kritérií účasti ve Fed Cupu | hráčka obdržela povolení startu od ITF i přes nesplnění kritérií účasti ve Fed Cupu | hráčka obdržela povolení startu od ITF i přes nesplnění kritérií účasti ve Fed Cupu | hráčka obdržela povolení startu od ITF i přes nesplnění kritérií účasti ve Fed Cupu |                                                                       |
| PR                                     | žebříčková ochrana                                                                  | žebříčková ochrana                                                                  | žebříčková ochrana                                                                  | žebříčková ochrana                                                                  | žebříčková ochrana                                                                  | žebříčková ochrana                                                                  | žebříčková ochrana                                                                  | žebříčková ochrana                                                                  |                                                                       |